# Jan-Daniel Georgens
Jan-Daniel Georgens est un pédagogue allemand né le 12 juin 1823 à Bad Dürkheim et mort le 9 novembre 1886 à Bad Doberan. 

## Biographie
De 1841 à 1843, Georgens participe au séminaire de formation des enseignants à Kaiserslautern. 
Pendant cette formation, il a été influencé par les œuvres de Johann Heinrich Pestalozzi, Jean-Jacques Rousseau et Friedrich Fröbel, avec qui il était en correspondance. Néanmoins, la suite de son parcours éducatif est inconnue. 
Il n'y a aucune preuve d'une formation universitaire, même s'il prétend être titulaire d'un doctorat dans les ouvrages qu'il publie. 
Peu importe, il a été admis comme membre honoraire de l'Académie Léopoldine en 1857.

## Ouvrages
- (de) Dr. Georgens et H. Deinhardt, Die Heilpädagogik mit besonderer Berücksichtigung der Idiotie und der Idiotenanstalten, 2 vol. Leipzig, 1861 et 1863
- (de) J. D. Georgens et J. M. v. Gayette-Georgens, Die Schulen der weiblichen Handarbeit, Vorbilder für den modernen Gebrauch, Leipzig, 1877
- (de) Jan-Daniel Georgens, Georgens' Mutter- und Kindergarten-Buch, Leipzig, 1879